# Rasen-Glockenblume
Die Rasen-Glockenblume (Campanula cespitosa) ist eine Pflanzenart aus der Gattung der Glockenblumen (Campanula) innerhalb der Familie der Glockenblumengewächse (Campanulaceae).

## Beschreibung

### Vegetative Merkmale

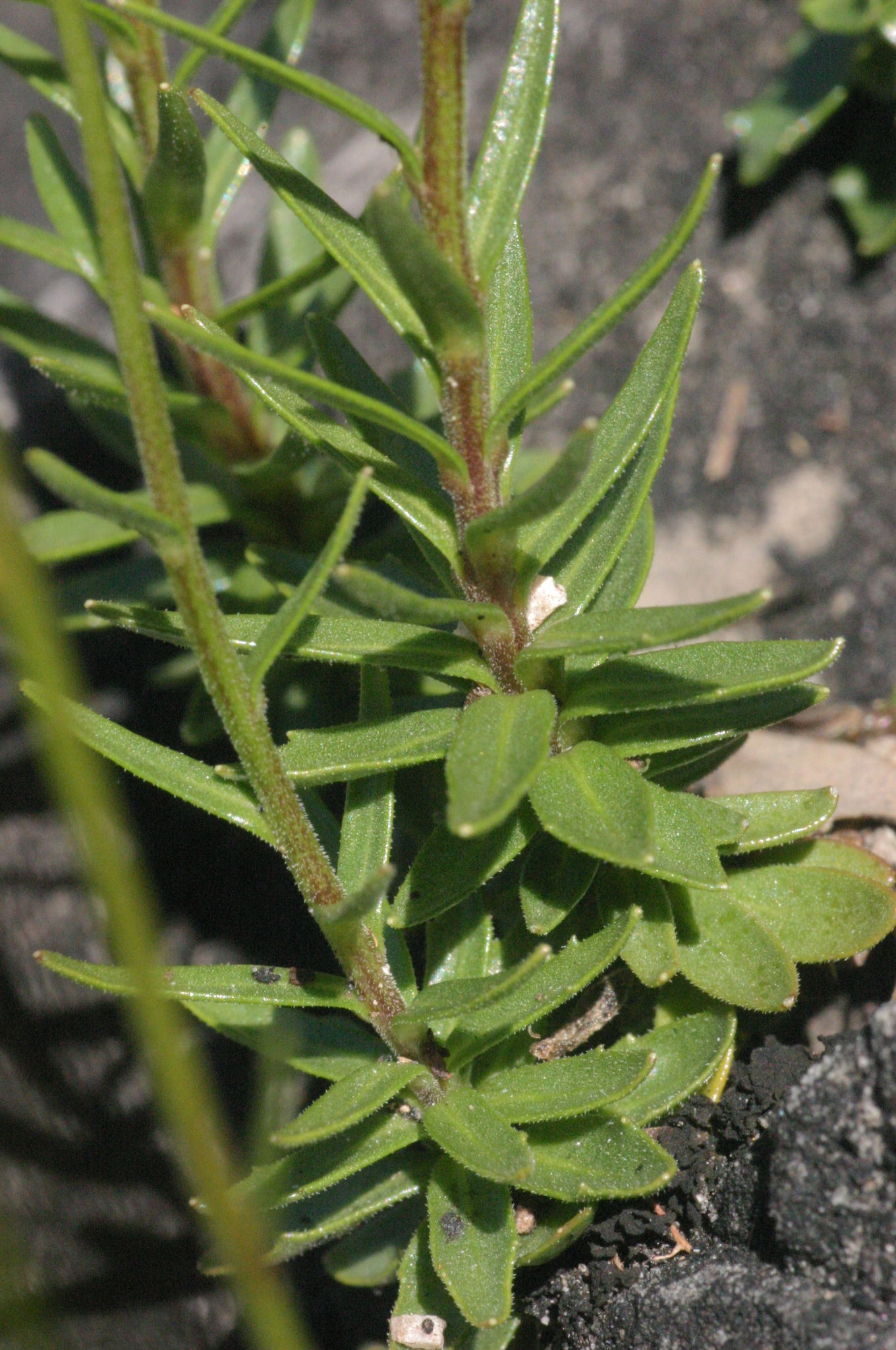
Stängel und Laubblätter

Die Rasen-Glockenblume wächst als ausdauernde krautige Pflanze und erreicht Wuchshöhen von 10 bis 20, selten bis zu 30 Zentimetern. Die Stängelblätter sind im unteren Teil des Stängels dicht gedrängt. Die Blätter der sterilen Rosetten sind keilförmig in den recht breiten Blattstiel verschmälert. Deren Blattstiel ist höchstens so lang wie die Blattspreite. Die Blätter sind kahl, dicklich und glünzend.

### Generative Merkmale

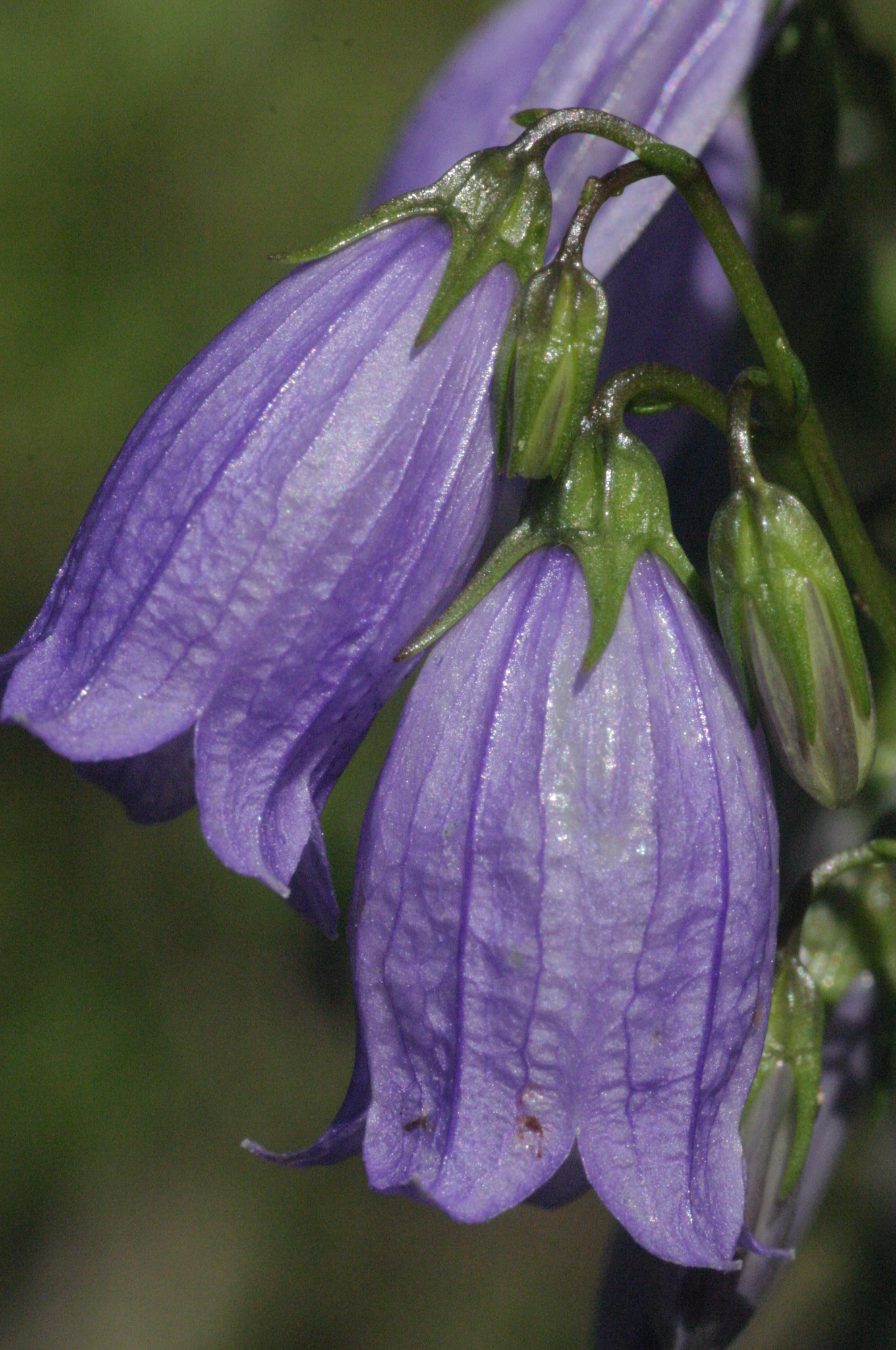
Blüten im Detail

Die Blütezeit reicht von selten Juli, meist August bis September. Selten nur eine, meist 3 bis 15 nickende Blüten stehen in einem meist etwas einseitswendigen Blütenstand. Die zwittrigen Blüten sind fünfzählig mit doppelter Blütenhülle. Anhängsel zwischen den Kelchzipfeln sind nicht vorhanden. Die fünf hellblauen Kronblätter sind glockenförmig verwachsen. Die 10 bis 15, selten bis zu 18 Millimeter lange Krone besitzt zarte etwas dunklere Längsnerven, von denen je drei zu einem Kronzipfel verlaufen. Die Kronzipfel neigen nach außen und die Kronröhre ist unterhalb der Kelchzipfel etwas verengt. Die Staubbeutel sind etwa so lang wie die Staubfäden (der verbreiterte Teil mit eingerechnet) und zur Blütezeit untereinander frei.
Die Chromosomenzahl beträgt 2n = 34.

## Unterschiede zu ähnlichen Arten
Die Rasen-Glocknblume blüht später als die ähnliche Zwerg-Glockenblume (Campanula cochlearifolia).

## Vorkommen
Das Verbreitungsgebiet der Rasen-Glockenblume reicht vom nordwestlichen Italien (nur in den Regionen Trentino-Südtirol, Veneto, Friaul-Julisch Venetien) und Österreich bis Slowenien und das nordwestliche Kroatien. In Österreich kommt sie häufig bis zerstreut in Niederösterreich, Oberösterreich, Steiermark sowie Kärnten vor. In der Schweiz fehlt sie.
In den Alpen gedeiht sie in der montanen bis subalpinen Höhenstufe in Höhenlagen von 600 bis 2200 Meter Meereshöhe. Die Rasen-Glockenblume ist nur über frischem, kalkhaltigem Boden oder auf Dolomit anzutreffen. Als Standort bevorzugt die Rasen-Glockenblume meist Fels- und Schuttfluren; oft findet man sie in Föhrenwäldern. Sie ist pflanzensoziologisch eine Art der Klasse Thlaspietea rotundifolii.

## Taxonomie
Die Rasen-Glockenblume wurde 1771 von Giovanni Antonio Scopoli in Flora Carniolica 2. Auflage Band 1 Seite 143–144 Tafel 4 als Campanula cespitosa erstbeschrieben.

## Trivialnamen
Für den Bereich St. Gallen bei Werdenberg ist als Trivialname auch die Bezeichnung Glöggli belegt. Damit kann jedoch wohl nicht die Rasen-Glockenblume gemeint sein, da die Art in der Schweiz, in Vorarlberg und in Nordtirol fehlt.